# حیدر قربانی
حیدر قربانی (۱۰ خرداد ۱۳۵۲ – ۲۸ آذر ۱۴۰۰) زندانی سیاسی کُرد اهل ایران بود. که به اعلام دادگستری کل استان کردستان ایران به اتهام بغی و مشارکت در قتل عمد سه نفر از شهروندان کرد اهل سنت کردستان در ۲۸ آذر ۱۴۰۰ در زندان سنندج اعدام شد.

## زندگی‌نامه
حیدر قربانی، ۱۰ خرداد ۱۳۵۲ در روستای بزوش از توابع بخش مرکزی شهرستان کامیاران در استان کردستان متولد شد. پدرش، علی قربانی در سال ۱۳۵۹ توسط جمهوری اسلامی کشته شد.

## بازداشت
در ۹ مهرماه سال ۱۳۹۵، چند تن از اعضای سپاه پاسداران در روستای تخت زنگی در بخش مرکزی شهرستان کامیاران توسط افراد مسلح به قتل رسیدند و حدود دو هفته بعد در تاریخ ۲۵ مهر ۹۵، حیدر قربانی به همراه دو تن دیگر از اهالی دهستان ژاورود در این رابطه بازداشت شدند. حکم اعدام او در روز پنجشنبه ۱۶ مرداد ۱۳۹۹، از سوی شعبه ۲۷ دیوان عالی جمهوری اسلامی ایران تأیید و فوراً به اجرای احکام زندان سنندج ابلاغ شد.
حیدر قربانی و محمود صادقی (برادر زنش) که ساکن یکی از روستاهای کامیاران در استان کردستان بودند، در ۲۵ مهر ۹۵ به اتهام همکاری و معاونت در قتل چند عضو سپاه پاسداران بازداشت شدند. این دو نفر در تاریخ ۱۴ مهر ۱۳۹۸ (۶ اکتبر ۲۰۱۹) نیز در پرونده‌ای دیگر از سوی شعبه ۱ دادگاه کیفری استان کردستان به اتهام ایراد جراحات و صدمه با اسلحه، معاونت در قتل عمدی، تلاش و کمک جهت خلاصی از تعقیب و محاکمه و مجازات، مباشرت در قتل عمدی، شروع به قتل عمدی، الصاق پلاک اتومبیل به اتومبیل دیگر، شروع به آدم‌ربایی و تحصیل مال مسروقه محاکمه شده بودند و بر طبق حکم صادره حیدر قربانی به تحمل ۱۱۸ سال و ۶ ماه حبس و ۲۰۰ ضربه شلاق و محمود صادقی نیز به تحمل ۴۰ سال و ۶ ماه حبس و ۲۰۰ ضربه شلاق محکوم شده بودند. او همچنین به عضویت در حزب دموکرات کردستان ایران و شورش مسلحانه متهم شد.
شبکه پرس تی‌وی متعلق به صدا و سیمای ایران پیشتر در مستندی به نام «رانندهٔ مرگ» اعترافات اجباری حیدر قربانی را منتشر کرد. در این فیلم مستند که نزدیک به ۲۰ دقیقه بود، دستگاه قضایی-امنیتی، او را به دست داشتن در ترور چند تن از عوامل حکومتی متهم کرد. فیلم، با نگاه داشتن حیدر قربانی در مقابل خانوادهٔ مقتول نشان می‌داد که گویا وی سعی در کشتن چند تن از مهره‌های حکومتی را داشته‌است. به گفته نزدیکان حیدر قربانی، وی تحت شکنجه ناچار شده‌است که در این فیلم، مسئولیت کشتن چندین تن از اعضای سپاه پاسداران را به عهده بگیرد. بعداً همسر او نیز در ۲۹ شهریور ۱۳۹۹ شکنجهٔ جسمانی و روحی را تأیید کرد خواستار کمک‌های جهانی برای توقف حکم اعدام او شد.
در روز سه شنبه ۲۱ مرداد ۱۳۹۹، وکیل پرونده حیدر قربانی از ثبت درخواست اعادهٔ دادرسی پرونده موکل خود خبر داد.
وکیل حیدر قربانی (نیکبخت) در ۲۰ مرداد ۱۳۹۹ دادخواست اعاده دادرسی به دیوان عالی کشور تسلیم کرده بود و در دو نامه جداگانه هم تسلیم این دادخواست به دیوان عالی را به شعبه اول دادگاه انقلاب سنندج و شعبه اجرای احکام کیفری دادسرای عمومی و انقلاب کامیاران اطلاع داده بود، اما این درخواست توسط توسط دیوان عالی کشور رد شد.

## واکنش‌ها به تأیید حکم اعدام
- در ۲۰ مرداد ۱۳۹۹، حمید قربانی فرزند حیدر قربانی، با انتشار ویدئویی گفت که تحت شکنجه از پدرش اعتراف گرفته‌اند و او جرمی مرتکب نشده‌است. وی از نهادهای بین‌المللی تقاضای تلاش برای لغو حکم اعدام پدرش کرد.[۱۲]
- در ۲۱ مرداد ۱۳۹۹، شراره صادقی همسر حیدر قربانی، با انتشار ویدئویی از بی‌گناهی شوهرش گفت و حکم اعدام وی را غیرقانونی و خودسرانه خواند. او از مردم و مسئولان برای توقف حکم اعدام حمید قربانی تقاضای یاری نمود.[۱۳]
- در ۲۸ شهریور ۱۳۹۹، حسن قربانی با انتشار ویدئویی گفت برادر من بی‌گناه است، وی خطاب به مجامع بی‌المللی و مردم گفت نگذارید برادرم اعدام شود.[۱۴]
- در ۲۹ شهریور ۱۳۹۹، شراره صادقی همسر حیدر قربانی، با بیان اینکه همسرش «زیر سخت‌ترین شکنجه‌های جسمانی و روحی» بوده، خواستار کمک‌های جهانی برای توقف حکم اعدام او شد. وی در ویدئویی حکم اعدام صادر شده توسط دادگاه انقلاب شهرستان سنندج را «خودسرانه و ناعادلانه» خواند و گفت که او و فرزندانش در «تلخ‌ترین و ناگوارترین» وضعیت زندگی می‌کنند.[۹]
- برخی کاربران در فضای مجازی با راه انداختن کارزاری، به حکم اعدام حیدر قربانی اعتراض کردند و با اشاره به جملهٔ معروف نوید افکاری، نوشتند که مقامات حکومت این بار در کردستان «برای طناب‌شان دنبال گردن می‌گردند.»[۱۵]

### واکنش‌های بین‌المللی
۵ مهر ۱۳۹۹ سازمان عفو بین‌الملل در فراخوانی از جمهوری اسلامی خواست حکم اعدام حیدر قربانی، زندانی کرد را لغو کند. عفو بین‌الملل هشدار داده‌است که حیدر قربانی، از اقلیت کرد ایرانی در صف اعدام به سر می‌برد و در معرض خطر اعدام قرار دارد.
در ۲۳ مرداد ۱۴۰۰ سازمان عفو بین‌الملل با رد درخواست اعاده دادرسی حیدر قربانی، خواستار توقف هرگونه برنامه برای اجرای حکم اعدام این زندانی سیاسی شد.